# Monastero Longquan di Pechino

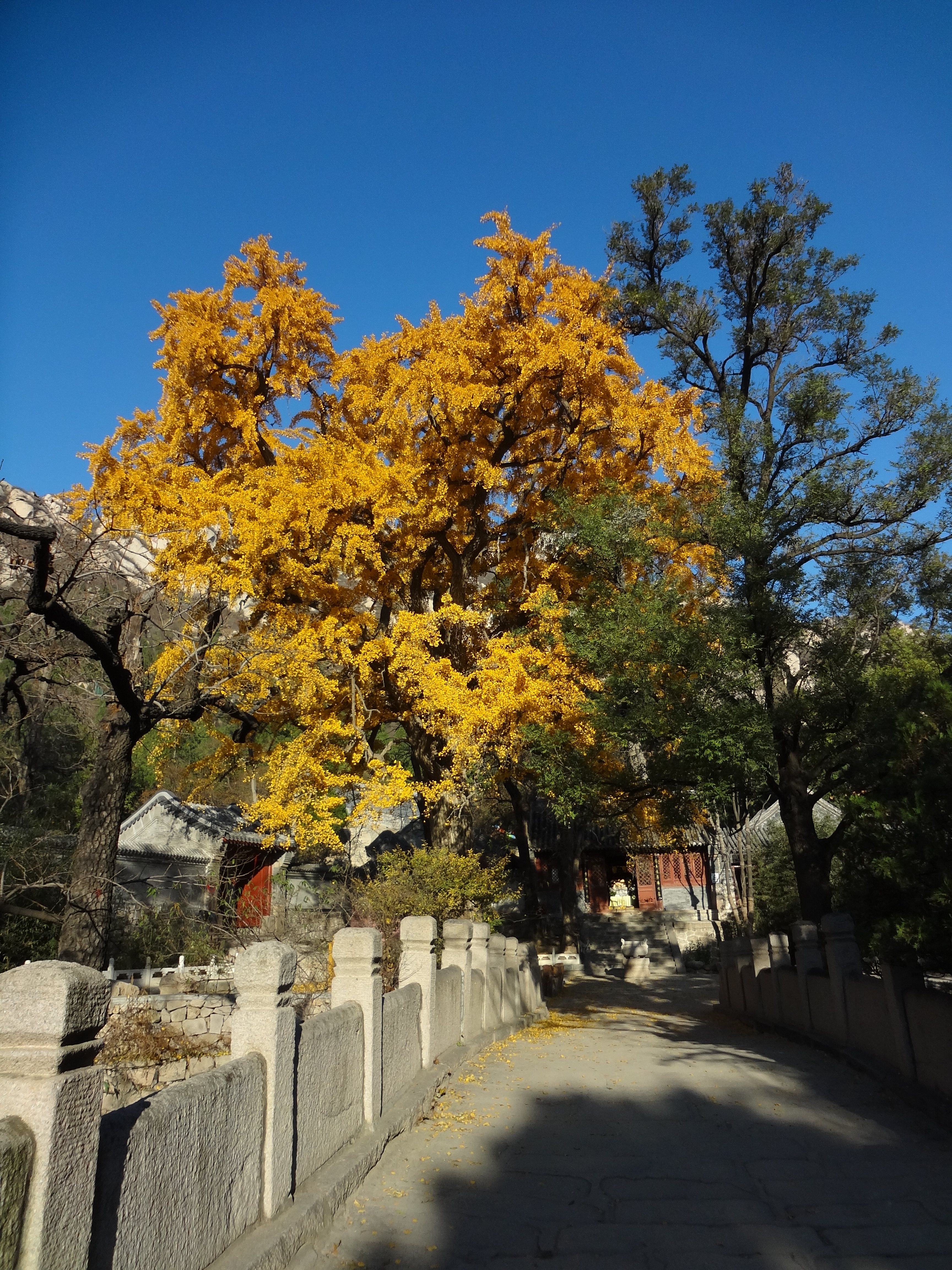
Albero di ginkgo

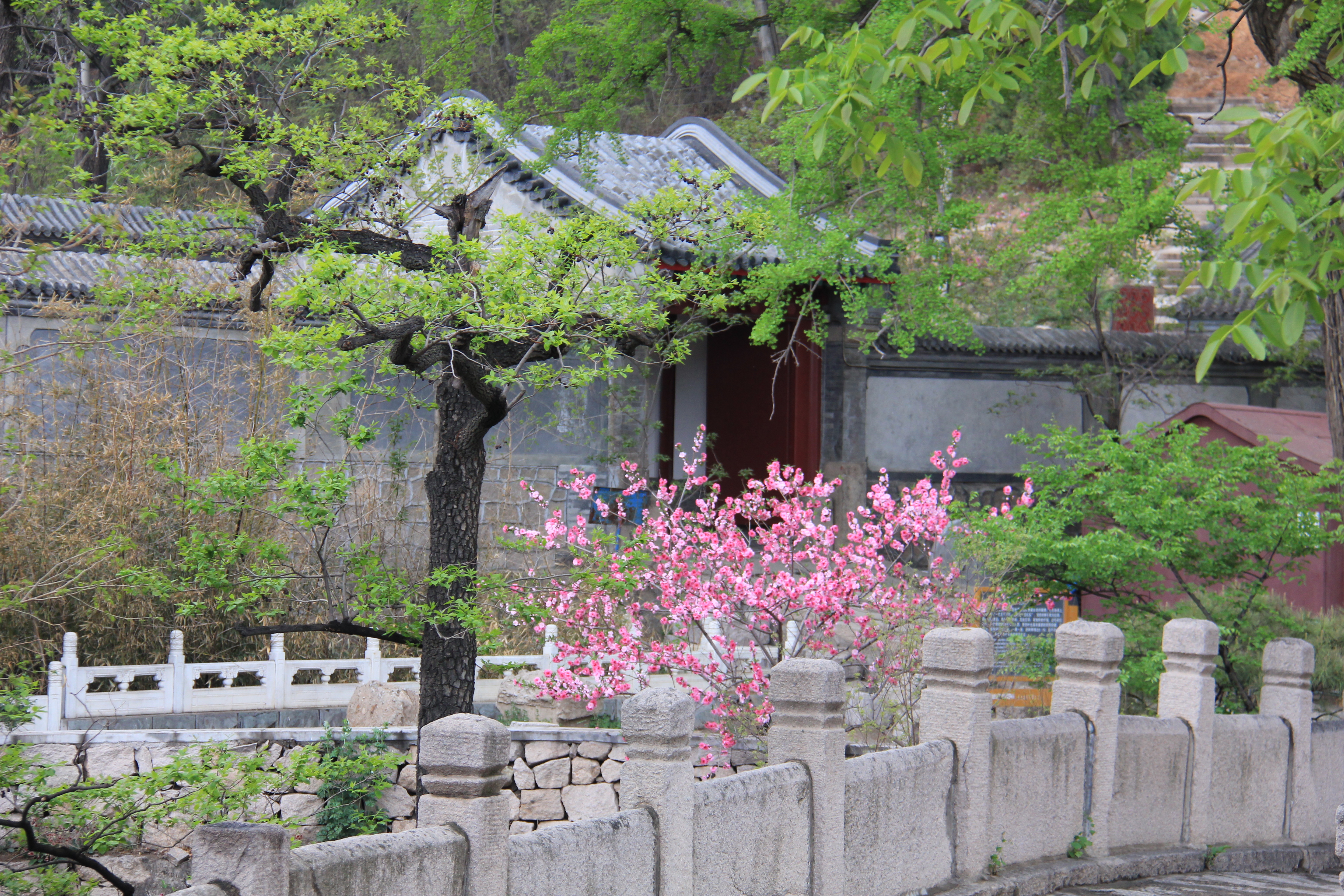
Il Ponte del Drago d'Oro

Il monastero Long Quan di Pechino è un antico tempio buddista con una tradizione di 1000 anni. È anche un tempio moderno del buddismo cinese caratterizzato dall'internazionalizzazione e professionalizzazione.  

## Storia
I primi lavori della costruzione del monastero Longquan iniziarono dal 951 (i primi anni del periodo Yingli della Dinastia Liao) e culminarono nel 957. Il primo Abate fu il Maestro Ji Sheng. Il monastero Longquan, tramandato attraverso le varie dinastie, fu ufficialmente riaperto al pubblico come un luogo delle attività religiose in data 11 aprile 2005, presieduto dall'Abate Maestro Xuecheng.

## Descrizione
Il monastero Longquan è situato a Fenghuanglin, a nord-ovest di Pechino, la capitale della Cina, dove fu un luogo della pratica del buddismo dall'antichità. Fino ad oggi, sono rimasti ancora molti resti lasciati dai praticanti buddisti antichi, tra cui ci sono il Tempio Dajue, il Tempio Shangfang, il Convento Huangpu, il Convento Miaofeng, la Grotta Chaoyang ecc. Le statue di Budda cesellate sulle parete di alcune grotte sono ancora chiaramente visibili. Nel monastero Longquan è presente anche il ponte di pietra ad arco singolo più antico di Pechino – Il Ponte del Drago d'Oro costruito dal primo Abate Maestro Ji Sheng. Il ponte insieme al albero antico di ginkgo ha testimoniato la storia del millennio del monastero.  
Il monastero Longquan è costruito tra le montagne. Il complesso dei palazzi nel monastero Longquan ha conservato lo stile antico tradizionale di un tempio buddista cinese costruito dai mattoni e con il tetto rivestito di piastrelle verdi. Nel frattempo, hanno compatibilmente considerato la necessità funzionale degli uffici moderni, degli insegnamenti, della tutela ambientale e del risparmio energetico. Il monastero Longquan rappresenta un'ottima fusione tra la cultura tradizionale cinese e la civiltà tecnologica moderna.

## Sangha
Il Sangha cominciò ad abitare nel monastero Longquan dal 2005, fino ad oggi ci sono circa più di 100 monaci. Ogni estate, il Sangha comincia il Vassa (nota anche come Ritiro Monsonico). I monaci si radunano ogni 15 giorni per recitare i precetti secondo la disciplina buddista. 
I monaci nel monastero Longquan sono stati selezionati con le procedure rigorose i quali sono eccellenti in vari aspetti etnici e sociali (fede, determinazione, livello di educazione) e con buon comportamento sociale e collettivo. Si è formato gradualmente un moderno Sangha buddista di alta qualità. Nell'aspetto di gestione, in riferimento alla disciplina dei precetti e alle esperienze della gestione dei monasteri moderni, si sono stabilite due etiche diverse, quella religiosa in base ai precetti e quella amministrativa. L'etica religiosa in base ai precetti viene distinta a seconda del tempo della monacazione. Tutte le attività religiose devono seguire l'etica religiosa in base ai precetti.  L'etica amministrativa viene distinta dalla gerarchia amministrativa e viene seguito durante il lavoro quotidiano.
Nel novembre 2013, sotto l'istruzione dell'Abate Maestro Xuecheng, in riferimento alla Collezione Zhao Cheng Jin Zang(in cinese:赵城金藏, la collezione dei sutra buddista più antica e più completa esistente in Cina), i monaci del monastero Longquan iniziavano a studiare, classificare e correggere i sutra custoditi, combinando il metodo di ricerca tradizionale con la tecnologia dell'intelligenza artificiale moderna. Hanno raccolto molte edizioni dei sutra buddisti e hanno aggiunto i nuovi scritti scoperti dopo il Novecento nella collezione. Nel dicembre 2015, la Serie della Spiegazione e Correzione di Nan Shan Lv (《南山律典校释系列》) è stata pubblicata ed è diventata un ingresso per i moderni ad accedere alla tesoreria dei sutra buddista.             

## Attività
Il monastero Longquan ha speso circa 10 anni per raggiungere risultati notevoli su vari aspetti della costruzione del monastero, gli insegnamenti dei monaci, missione del buddismo ecc. Attualmente, si è formato una struttura completa che comprende la Biblioteca, l'Ufficio della Custodia dei Sutra, il Centro di Traduzione, il Centro di Animazione, il Centro dell'Intelligenza Artificiale e Tecnologia Informativa, il Dipartimento degli Insegnamenti del Dharma, il Dipartimento della Beneficenza, il Dipartimento dell'Ingegneria, il Dipartimento della Propaganda, il Dipartimento della Cultura ecc. Il monastero organizza molte conferenze e corsi per diffondere la cultura tradizionale cinese.
Il monastero Longquan, dal giorno della riapertura, inizia ad organizzare vari riti buddisti e seminari della pratica di Zen aperti al pubblico, per esempio Rito Buddista Avataṃsakasūtra, Rito Buddista del Sutra del Loto, Rito Buddista del Ullambana, organizza anche le attività della cultura buddista durante le festività. Il pubblico può giungere al monastero Longquan per avere un'esperienza della cultura tradizionale cinese, per studiare il Dharma, a convertirsi e ad avere le esperienze sugli otto precetti. Dal capodanno del 2011, il monastero inizia ad organizzare anche i riti buddisti con circa 20 lingue straniere le quali comprendono inglese, francese, tedesco, russo, giapponese, spagnolo, sanscrito, tibetano, mongolo, olandese ecc. 
Molti libri e prodotti audiovisivi vengono pubblicati dal monastero Longquan, per esempio 'il Microblog di Abate-i 365 giorni del monastero Longquan' in lingue straniere, 100 volumi della serie il Microblog dell'Abate, 8 volumi dellsa Raccolta di saggi del Maestro Xuecheng, Le storie dell'Abate Maestro Xuecheng in lingua cinese, inglese, giapponese, francese, russo e vietnamita, La conoscenza della vita in lingua cinese, giapponese, coreana, inglese, francese, tailandese e vietnamita, e Le afflizioni sono cercate da sé, Parla bene, Ascolta bene in lingua cines. Le opere e i film d'animazione prodotti dal monastero Longquan hanno vinto molti premi in varie competizioni internazionali. Il monaco-robot Xian'er sviluppato con la tecnologia dell'intelligenza artificiale è diventato popolare su internet ed apparso anche su molti media internazionali.
Le tecnologie di internet, intelligenza artificiale e attrezzature della tecnologia avanzata vengono applicate nel lavoro quotidiano del monastero Longquan. Il monastero Longquan gestisce il sito Voice of Longquan in 7 lingue differenti, il microblog del Maestro Xuecheng in 17 lingue differenti e diversi account pubblici di Wechat. La viblioteca, aperta ufficialmente al pubblico nel 2017, è attrezzata con un database applicativo delle risorse e un sistema della gestione della lettura e del prestito. La tecnologia dell'intelligenza artificiale viene studiata e applicata anche nel corso del lavoro della correzione di Da Zang Jin, per esempio, la tecnologia tradizionale di OCR e di analisi semantica vengono sviluppate con l'applicazione della tecnologia dell'apprendimento automatico.

## Templi associati al di fuori della Cina
Il Tempio Dabei di Longquan è il primo tempio del buddismo cinese nei Paesi Bassi. Il rito della consacrazione della statua di Budda si è svolto a Utrecht il 9 dicembre 2015. 
Il Tempio Bohua di Longquan nel Botswana in Africa è stato inaugurato il 5 luglio 2016.
Il Tempio Guanyin di Longquan  è stato inaugurato il 3 ottobre 2016 a Los Angeles. 
Inoltre, alcuni centri della cultura buddista di Longquan sono stati istituiti in altre città del mondo.